# Coelopa palauensis
Coelopa palauensis är en tvåvingeart som beskrevs av Hardy 1957. Coelopa palauensis ingår i släktet Coelopa och familjen tångflugor. Inga underarter finns listade i Catalogue of Life.